# Linji
Línjì Yìxuán (chinois : 臨済義玄 ; pinyin : línjì yìxuán ; Wade : Lin-chi I-hsüan ; EFEO : Lin-tsi Yi-hiuan ; japonais : Rinzai Gigen ; vietnamien : Lâm Tế Nghĩa Huyền, ?–866) est le fondateur de l'école Rinzai du bouddhisme Chan sous la dynastie Tang en Chine; ce courant est appelé école Linji en Chine, (臨濟宗, línjì zōng). 
Il est mentionné comme le fondateur de la lignée du Village des Pruniers du maître thiền, Thich Nhat Hanh dans le livre de ce dernier, Prendre soin de l'enfant intérieur.

## Biographie
Linji est né au ixe siècle dans le nord-est de la Chine, entre Pékin et Hankou (aujourd'hui arrondissement de Wuhan), et il y meurt vers 867. À Priori à Caozhou (en) (aujourd'hui Xian de Cao), dans la province du Shandong[réf. souhaitée]. Il devint très célèbre dans toute la Chine des Tang de son vivant déjà, du fait de la qualité de son enseignement. Celui-ci nous est parvenu sous la forme d'un recueil de notes sans doute compilé par l'un de ses disciples.

#### Œuvres
- Paul Demiéville, « Les entretiens de Lin-Tsi », Hermès 7 - Tch'an (zen),‎ 1970, p. 61-81.
- Lin-ji (trad. du chinois et commentés par Paul Demiéville), Les entretiens de Lin-Tsi, Paris, Fayard, coll. « Documents spirituels », 1972, 259 p. (ISBN 978-2-213-00497-6)

#### Études
- (en) Albert Welter, The Linji Lu and the Creation of Chan Orthodoxy : The Development of Chan's Records of Sayings Literature, New York, Oxford University Press, 2008, xii+236 (OCLC 939624104)
- (en) Heinrich Dumoulin (trad. de l'allemand par James W. Heisig and Paul Kitner), Zen Buddhism. A History, vol. I : India and China, Bloomington (IN), World Wisdom, 2006, xxvi+387 (ISBN 978-0-941-53289-1, lire en ligne), chap. 10 (« Lin-Chi »), p. 179-209